# Isabella de Coimbra
Infanta Isabella de Coimbra (1 martie 1432 – 2 decembrie 1455) a fost infantă portugheză și regină consort a Portugaliei ca prima soție a regelui Afonso al V-lea al Portugaliei. A fost prima și una dintre singurele două regine consort ale Portugaliei care nu au fost prințese străine.